# Будинок Жанни д'Арк в Домремі

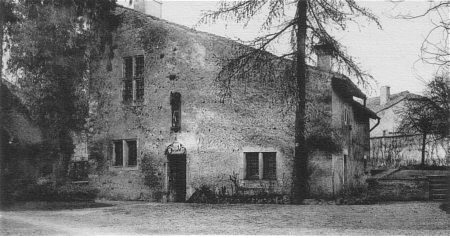
Будинок Жанни д'Арк в Домремі. Зовнішній вигляд

Будинок Жанни д'Арк в Домремі — будинок, де за переказами, народилася і жила до свого від'їзду до королівського двору національна героїня Франції Жанна д'Арк. Нині музей.

## Історія
Будинок належав родині д'Арк аж до 1440 року, коли після смерті чоловіка Ізабелла Ромі остаточно перебралася до старшого сина П'єра в Орлеан, де вона і померла в 1454 році, два роки після того, як її дочка була остаточно реабілітована.
Пізніше будинком володіли племінники і потім — внучаті племінники Жанни, останнім з родини д'Арк хто мав на нього права був Клод дю Лис, кюре обох сіл — Домремі і Гре. У 1580 році його відвідав філософ Мішель Монтень, який пізніше згадував:
«Вся передня частина будинку, де народилася колись славна Діва Орлеана, покрита малюнками, зробленими її рукою, але час їх не пощадив.»
На жаль, ці малюнки до нас не дійшли.

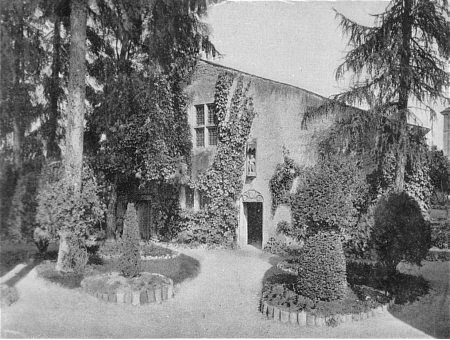
Будинок і сад, 1898 рік.

Після смерті Клода дю Ліс у 1587 році, будинок був проданий Луїзі де Стенвілль, графині Сальм. Потім, аж до початку XVIII століття, у документах немає згадок про дім. Пізніше будинок опинився у володінні сім'ї Жерард. З одним з них, Ніколя Жерарденом, колишнім драгуном наполеонівської армії, що був комісований через поранення, сталася досить кумедна історія. Якийсь неназваний прусський граф запропонував продати йому частину фасаду, прикрашений барельєфами фронтон і статую Жанни, що знаходилась в будинку статую, — але отримав відмову. Наполегливий аристократ запропонував за будинок 6 тис. франків, а й в цьому йому було відмовлено.